# Congestão cerebral
Congestão cerebral é um quadro clínico caracterizado pelo aumento dos compartimentos intravasculares do cérebro, normalmente associado com edema cerebral.
Foi um termo muito usado no passado para caracterizar indiscriminadamente uma vasta gama de patologias cerebrais, neurológicas e psiquícas, atualmente em desuso.